# Tatiana Minina
Tatiana Minina (Tcheliabinsk, 18 de abril de 1997) é uma taekwondista russa, medalhista olímpica.

## Carreira
Minina conquistou a medalha de prata nos Jogos Olímpicos de Verão de 2020 em Tóquio como representante do Comitê Olímpico Russo, após confronto na final contra a estadunidense Anastasija Zolotic na categoria até 57 kg. Ela é tricampeã europeia, conquistando a medalha de ouro nos Campeonatos Europeus de Taekwondo 2016, 2018 e 2021, todos na categoria de até 53 kg.